# Объектный пул
Объектный пул (англ. object pool) — порождающий шаблон проектирования, набор инициализированных и готовых к использованию объектов. Когда системе требуется объект, он не создаётся, а берётся из пула. Когда объект больше не нужен, он не уничтожается, а возвращается в пул.

## Применение
Объектный пул применяется для повышения производительности, когда создание объекта в начале работы и уничтожение его в конце приводит к большим затратам. Особенно заметно повышение производительности, когда объекты часто создаются-уничтожаются, но одновременно существует лишь небольшое их число.
Объектный пул удобен, если объект владеет другими ресурсами, кроме памяти — например, сетевыми сокетами. Либо если коллекция объектов отнимает значительную часть памяти компьютера и «мусора» создаётся действительно много.

## Переполнение
Если в пуле нет ни одного свободного объекта, возможна одна из трёх стратегий:
1. Расширение пула.
2. Отказ в создании объекта, аварийная остановка.
3. В случае многозадачной системы можно подождать, пока один из объектов не освободится.

## Примеры
1. Информация об открытых файлах в DOS.
2. Информация о видимых объектах во многих компьютерных играх (хорошим примером является движок Doom). Эта информация актуальна только в течение одного кадра; после того, как кадр выведен, список опустошается.
3. Компьютерная игра для хранения всех объектов на карте, вместо того, чтобы использовать обычные механизмы распределения памяти, может завести массив такого размера, которого заведомо хватит на все объекты, и свободные ячейки держать в виде связного списка. Такая конструкция повышает скорость, уменьшает фрагментацию памяти и снижает нагрузку на сборщик мусора (если он есть).
4. Вместо создания/уничтожения потоков выполнения система может завести достаточное их количество.

## Ловушки
1. После того, как объект возвращён, он должен вернуться в состояние, пригодное для дальнейшего использования. Если объекты после возвращения в пул оказываются в неправильном или неопределённом состоянии, такая конструкция называется объектной клоакой (англ. object cesspool).
2. Повторное использование объектов также может привести к утечке информации. Если в объекте есть секретные данные (например, номер кредитной карты), после освобождения объекта эту информацию надо затереть.
3. Многопоточный объектный пул написать не так просто.
4. На 2020-е годы в языках со сбором мусора управление памятью хорошо оптимизировано под постоянное выделение-отдачу. Так что, если объект занимает только память, руководства по Java не рекомендуют пользоваться пулами: обычный new требует всего десять процессорных команд. А сборщики мусора часто сканируют ссылки на объекты, а не их память — потому чем больше в памяти «живых» объектов, тем ниже производительность такого сборщика.

## Пример реализации

### Пример наPython
```
 

#coding: utf-8

"""

Представим ситуацию, что у нас есть корабль, который может выдержать несколько выстрелов.

Создание объекта Shot стоит дорого.

Поэтому объекты семейства Shot создаём 1 раз.

А по истечении жизни объект остаётся в памяти.

"""

class
 
Shot
(
object
):

    
"""Сущность, способная пережить несколько попаданий"""

    
def
 
__init__
(
self
,
 
lifetime
=
5
):

        
self
.
lifetime
 
=
 
lifetime

    
def
 
update
(
self
):

        
self
.
lifetime
 
-=
 
1

        
return
 
self
.
lifetime
 
>
 
0

class
 
ObjectPool
:

    
"""Пул объектов"""

    
def
 
__init__
(
self
,
 
**
kwargs
):

        
"""Создание пула"""

        
self
.
_clsname
 
=
 
kwargs
[
'classname'
]

        
self
.
_args
 
=
 
kwargs
.
get
(
'args'
,
 
[])

        
self
.
_num_objects
 
=
 
max
(
kwargs
[
'num'
],
 
0
)

        
self
.
_pred
 
=
 
kwargs
[
'update_func'
]

        
self
.
_max_objects
 
=
 
kwargs
.
get
(
'max'
,
 
self
.
_num_objects
)

        
# Create the objects

        
self
.
_objs
 
=
 
[
apply
(
self
.
_clsname
,
 
self
.
_args
)

                      
for
 
x
 
in
 
range
(
self
.
_num_objects
)]

        
self
.
_end
 
=
 
len
(
self
.
_objs
)

    
def
 
_extend_list
(
self
,
 
args
):

        
"""Добавить одно место в пул"""

        
self
.
_objs
.
append
(
apply
(
self
.
_clsname
,
 
args
))

        
self
.
_num_objects
 
+=
 
1

    
def
 
add
(
self
,
 
*
args
):

        
"""Добавить один объект в пул"""

        
newend
 
=
 
self
.
_end
 
+
 
1

        
# Если достигнут максимум - отбой

        
if
 
newend
 
>
 
self
.
_max_objects
:

            
return
 
None

        
# Если заняли все места - добавляем еще одно место

        
if
 
newend
 
>
 
len
(
self
.
_objs
):

            
self
.
_extend_list
(
args
)

        
else
:

            
self
.
_objs
[
self
.
_end
]
.
reset
(
*
args
)

        
self
.
_end
 
+=
 
1

        
return
 
self
.
_end
 
-
 
1

    
def
 
update
(
self
,
 
*
args
):

        
"""Обновить все объекты в пуле"""

        
self
.
_end
 
=
 
partition
(
self
.
_pred
,
 
self
.
_objs
,
 
0
,
 
self
.
_end
,
 
args
)

        
return
 
self
.
_end

def
 
update_object
(
x
):

    
"""Обновить объект"""

    
return
 
x
.
update
()

def
 
partition
(
pred
,
 
seq
,
 
first
,
 
last
,
 
*
args
):

    
"""Функция сортировки объектов"""

    
if
 
first
 
>
 
last
:

        
return
 
0

    
for
 
i
 
in
 
range
(
first
,
 
last
):

        
if
 
not
 
pred
(
seq
[
i
]):

            
break

    
else
:

        
return
 
last

    
for
 
j
 
in
 
range
(
i
+
1
,
 
last
):

        
if
 
pred
(
seq
[
j
]):

            
seq
[
i
],
 
seq
[
j
]
 
=
 
seq
[
j
],
 
seq
[
i
]

            
i
 
+=
 
1

    
return
 
i

# Собственно использование пула

shots
 
=
 
ObjectPool
(
classname
=
Shot
,
 
update_func
=
update_object
,
 
num
=
5
)

while
 
shots
.
update
():

    
pass

print
 
"Done!"

```

### Пример наC++
```
#include
 
<vector>

class
 
Object

{

	
// ...

};

class
 
ObjectPool

{

	
private
:

		
struct
 
PoolRecord

		
{

			
Object
*
 
instance
;

			
bool
    
in_use
;

		
};

		
std
::
vector
<
PoolRecord
>
 
m_pool
;

	
public
:

		
Object
*
 
createNewObject
()

		
{

			
for
 
(
size_t
 
i
 
=
 
0
;
 
i
 
<
 
m_pool
.
size
();
 
++
i
)

			
{

				
if
 
(
!
 
m_pool
[
i
].
in_use
)

				
{

					
m_pool
[
i
].
in_use
 
=
 
true
;
 
// переводим объект в список используемых

					
return
 
m_pool
[
i
].
instance
;

				
}

			
}

			
// если не нашли свободный объект, то расширяем пул

			
PoolRecord
 
record
;

			
record
.
instance
 
=
 
new
 
Object
;

			
record
.
in_use
   
=
 
true
;

			
m_pool
.
push_back
(
record
);

			
return
 
record
.
instance
;

		
}

		
void
 
deleteObject
(
Object
*
 
object
)

		
{

			
// в реальности не удаляем, а лишь помечаем, что объект свободен

			
for
 
(
size_t
 
i
 
=
 
0
;
 
i
 
<
 
m_pool
.
size
();
 
++
i
)

			
{

				
if
 
(
m_pool
[
i
].
instance
 
==
 
object
)

				
{

					
m_pool
[
i
].
in_use
 
=
 
false
;

					
break
;

				
}

			
}

		
}

		
virtual
 
~
ObjectPool
()

		
{

			
// теперь уже "по-настоящему" удаляем объекты

			
for
 
(
size_t
 
i
 
=
 
0
;
 
i
 
<
 
m_pool
.
size
();
 
++
i
)

				
delete
 
m_pool
[
i
].
instance
;

		
}

};

int
 
main
()

{

	
ObjectPool
 
pool
;

	
for
 
(
size_t
 
i
 
=
 
0
;
 
i
 
<
 
1000
;
 
++
i
)

	
{

		
Object
*
 
object
 
=
 
pool
.
createNewObject
();

		
// ...

		
pool
.
deleteObject
(
object
);

	
}

	
return
 
0
;

}

```

Из примера для простоты убраны шаблоны и потокозащищенность. При необходимости использования пула в нескольких потоках следует защитить тело методов createNewObject и deleteObject от одновременного выполнения каким-либо подходящим объектом синхронизации, например, критической секцией или мьютексом.

### Пример наC#
```
namespace
 
Digital_Patterns.Creational.Object_Pool.Soft

{

    
/// <summary>

    
/// Интерфейс для использования шаблона "Object Pool" <see cref="Object_Pool"/>

    
/// </summary>

    
/// <typeparam name="T"></typeparam>

    
public
 
interface
 
ICreation
<
T
>

    
{

        
/// <summary>

        
/// Возвращает вновь созданный объект

        
/// </summary>

        
/// <returns></returns>

        
T
 
Create
();

    
}

}

```

```
using
 
System
;

using
 
System.Collections
;

using
 
System.Threading
;

namespace
 
Digital_Patterns.Creational.Object_Pool.Soft

{

    
/// <summary>

    
/// Реализация пула объектов, использующего "мягкие" ссылки

    
/// </summary>

    
/// <typeparam name="T"></typeparam>

    
public
 
class
 
ObjectPool
<
T
>
 
where
 
T
 
:
 
class

    
{

        
/// <summary>

        
/// Объект синхронизации

        
/// </summary>

        
private
 
Semaphore
 
semaphore
;

        
/// <summary>

        
/// Коллекция содержит управляемые объекты

        
/// </summary>

        
private
 
ArrayList
 
pool
;

        
/// <summary>

        
/// Ссылка на объект, которому делегируется ответственность 

        
/// за создание объектов пула

        
/// </summary>

        
private
 
ICreation
<
T
>
 
creator
;

        
/// <summary>

        
/// Количество объектов, существующих в данный момент

        
/// </summary>

        
private
 
Int32
 
instanceCount
;

        
/// <summary>

        
/// Максимальное количество управляемых пулом объектов

        
/// </summary>

        
private
 
Int32
 
maxInstances
;

        
/// <summary>

        
/// Создание пула объектов

        
/// </summary>

        
/// <param name="creator">Объект, которому пул будет делегировать ответственность

        
/// за создание управляемых им объектов</param>

        
public
 
ObjectPool
(
ICreation
<
T
>
 
creator
)

            
:
 
this
(
creator
,
 
Int32
.
MaxValue
)

        
{

        
}

        
/// <summary>

        
/// Создание пула объектов

        
/// </summary>

        
/// <param name="creator">Объект, которому пул будет делегировать ответственность

        
/// за создание управляемых им объектов</param>

        
/// <param name="maxInstances">Максимальное количество экземпляров классов,

        
/// которым пул разрешает существовать одновременно

        
/// </param>

        
public
 
ObjectPool
(
ICreation
<
T
>
 
creator
,
 
Int32
 
maxInstances
)

        
{

            
this
.
creator
 
=
 
creator
;

            
this
.
instanceCount
 
=
 
0
;

            
this
.
maxInstances
 
=
 
maxInstances
;

            
this
.
pool
 
=
 
new
 
ArrayList
();

            
this
.
semaphore
 
=
 
new
 
Semaphore
(
0
,
 
this
.
maxInstances
);

        
}

        
/// <summary>

        
/// Возвращает количество объектов в пуле, ожидающих повторного

        
/// использования. Реальное количество может быть меньше

        
/// этого значения, поскольку возвращаемая 

        
/// величина - это количество "мягких" ссылок в пуле.

        
/// </summary>

        
public
 
Int32
 
Size

        
{

            
get

            
{

                
lock
(
pool
)

                
{

                    
return
 
pool
.
Count
;

                
}

            
}

        
}

        
/// <summary>

        
/// Возвращает количество управляемых пулом объектов,

        
/// существующих в данный момент

        
/// </summary>

        
public
 
Int32
 
InstanceCount
 
{
 
get
 
{
 
return
 
instanceCount
;
 
}
 
}

        
/// <summary>

        
/// Получить или задать максимальное количество управляемых пулом

        
/// объектов, которым пул разрешает существовать одновременно.

        
/// </summary>

        
public
 
Int32
 
MaxInstances

        
{

            
get
 
{
 
return
 
maxInstances
;
 
}

            
set
 
{
 
maxInstances
 
=
 
value
;
 
}

        
}

        
/// <summary>

        
/// Возвращает из пула объект. При пустом пуле будет создан

        
/// объект, если количество управляемых пулом объектов не 

        
/// больше или равно значению, возвращаемому методом 

        
/// <see cref="ObjectPool{T}.MaxInstances"/>. Если количество управляемых пулом 

        
/// объектов превышает это значение, то данный метод возварщает null 

        
/// </summary>

        
/// <returns></returns>

        
public
 
T
 
GetObject
()

        
{

            
lock
(
pool
)

            
{

                
T
 
thisObject
 
=
 
RemoveObject
();

                
if
 
(
thisObject
 
!=
 
null
)

                    
return
 
thisObject
;

                
if
 
(
InstanceCount
 
<
 
MaxInstances
)

                    
return
 
CreateObject
();

                

                
return
 
null
;

            
}

        
}

        
/// <summary>

        
/// Возвращает из пула объект. При пустом пуле будет создан

        
/// объект, если количество управляемых пулом объектов не 

        
/// больше или равно значению, возвращаемому методом 

        
/// <see cref="ObjectPool{T}.MaxInstances"/>. Если количество управляемых пулом 

        
/// объектов превышает это значение, то данный метод будет ждать до тех

        
/// пор, пока какой-нибудь объект не станет доступным для

        
/// повторного использования.

        
/// </summary>

        
/// <returns></returns>

        
public
 
T
 
WaitForObject
()

        
{

            
lock
(
pool
)

            
{

                
T
 
thisObject
 
=
 
RemoveObject
();

                
if
 
(
thisObject
 
!=
 
null
)

                    
return
 
thisObject
;

                
if
 
(
InstanceCount
 
<
 
MaxInstances
)

                    
return
 
CreateObject
();

            
}

            
semaphore
.
WaitOne
();

            
return
 
WaitForObject
();

        
}

        
/// <summary>

        
/// Удаляет объект из коллекции пула и возвращает его 

        
/// </summary>

        
/// <returns></returns>

        
private
 
T
 
RemoveObject
()

        
{

            
while
 
(
pool
.
Count
 
>
 
0
 
)

            
{

                
var
 
refThis
 
=
 
(
WeakReference
)
 
pool
[
pool
.
Count
 
-
 
1
];

                
pool
.
RemoveAt
(
pool
.
Count
 
-
 
1
);

                
var
 
thisObject
 
=
 
(
T
)
refThis
.
Target
;

                
if
 
(
thisObject
 
!=
 
null
)

                    
return
 
thisObject
;

                
instanceCount
--
;

            
}

            
return
 
null
;

        
}

        
/// <summary>

        
/// Создать объект, управляемый этим пулом

        
/// </summary>

        
/// <returns></returns>

        
private
 
T
 
CreateObject
()

        
{

            
T
 
newObject
 
=
 
creator
.
Create
();

            
instanceCount
++
;

            
return
 
newObject
;

        
}

        
/// <summary>

        
/// Освобождает объект, помещая его в пул для

        
/// повторного использования

        
/// </summary>

        
/// <param name="obj"></param>

        
/// <exception cref="NullReferenceException"></exception>

        
public
 
void
 
Release
(
T
 
obj
)

        
{

            
if
(
obj
 
==
 
null
)

                
throw
 
new
 
NullReferenceException
();

            
lock
(
pool
)

            
{

                
var
 
refThis
 
=
 
new
 
WeakReference
(
obj
);

                
pool
.
Add
(
refThis
);

                
semaphore
.
Release
();

            
}

        
}

    
}

}

```

```
namespace
 
Digital_Patterns.Creational.Object_Pool.Soft

{

    
public
 
class
 
Reusable

    
{

        
public
 
Object
[]
 
Objs
 
{
 
get
;
 
protected
 
set
;
 
}

        
public
 
Reusable
(
params
 
Object
[]
 
objs
)

        
{

            
this
.
Objs
 
=
 
objs
;

        
}

    
}

    
public
 
class
 
Creator
 
:
 
ICreation
<
Reusable
>

    
{

        
private
 
static
 
Int32
 
iD
 
=
 
0
;

        
public
 
Reusable
 
Create
()

        
{

            
++
iD
;

            
return
 
new
 
Reusable
(
iD
);

        
}

    
}

    
public
 
class
 
ReusablePool
 
:
 
ObjectPool
<
Reusable
>

    
{

        
public
 
ReusablePool
()

            
:
 
base
(
new
 
Creator
(),
 
2
)

        
{

            

        
}

    
}

}

```

```
using
 
System
;

using
 
System.Threading
;

using
 
Digital_Patterns.Creational.Object_Pool.Soft
;

namespace
 
Digital_Patterns

{

    
class
 
Program

    
{

        
static
 
void
 
Main
(
string
[]
 
args
)

        
{

            
Console
.
WriteLine
(
System
.
Reflection
.
MethodInfo
.
GetCurrentMethod
().
Name
);

            
var
 
reusablePool
 
=
 
new
 
ReusablePool
();

            
var
 
thrd1
 
=
 
new
 
Thread
(
Run
);

            
var
 
thrd2
 
=
 
new
 
Thread
(
Run
);

            
var
 
thisObject1
 
=
 
reusablePool
.
GetObject
();

            
var
 
thisObject2
 
=
 
reusablePool
.
GetObject
();

            
thrd1
.
Start
(
reusablePool
);

            
thrd2
.
Start
(
reusablePool
);

            
ViewObject
(
thisObject1
);

            
ViewObject
(
thisObject2
);

            
Thread
.
Sleep
(
2000
);

            
reusablePool
.
Release
(
thisObject1
);

            
Thread
.
Sleep
(
2000
);

            
reusablePool
.
Release
(
thisObject2
);

            
Console
.
ReadKey
();

        
}

        
private
 
static
 
void
 
Run
(
Object
 
obj
)

        
{

            
Console
.
WriteLine
(
"\t"
 
+
 
System
.
Reflection
.
MethodInfo
.
GetCurrentMethod
().
Name
);

            
var
 
reusablePool
 
=
 
(
ReusablePool
)
obj
;

            
Console
.
WriteLine
(
"\tstart wait"
);

            
var
 
thisObject1
 
=
 
reusablePool
.
WaitForObject
();

            
ViewObject
(
thisObject1
);

            
Console
.
WriteLine
(
"\tend wait"
);

            
reusablePool
.
Release
(
thisObject1
);

        
}

        
private
 
static
 
void
 
ViewObject
(
Reusable
 
thisObject
)

        
{

            
foreach
 
(
var
 
obj
 
in
 
thisObject
.
Objs
)

            
{

                
Console
.
Write
(
obj
.
ToString
()
 
+
 
@" "
);

            
}

            
Console
.
WriteLine
();

        
}

    
}

}

```

### Пример наVB.NET
```
Namespace
 
Digital_Patterns.Creational.Object_Pool.Soft

    
' Интерфейс для использования шаблона "Object Pool" <see cref="Object_Pool"/>

    
Public
 
Interface
 
ICreation
(
Of
 
T
)

        
' Возвращает вновь созданный объект

        
Function
 
Create
()
 
As
 
T

    
End
 
Interface

End
 
Namespace

```

```
Namespace
 
Digital_Patterns.Creational.Object_Pool.Soft

    
'Реализация пула объектов, использующий "мягкие" ссылки

    
Public
 
Class
 
ObjectPool
(
Of
 
T
 
As
 
Class
)

        
'Объект синхронизации

        
Private
 
semaphore
 
As
 
Semaphore

        
'Коллекция содержит управляемые объекты

        
Private
 
pool
 
As
 
ArrayList

        
'Ссылка на объект, которому делегируется ответственность за создание объектов пула

        
Private
 
creator
 
As
 
ICreation
(
Of
 
T
)

        
'Количество объектов, существующих в данный момент

        
Private
 
m_instanceCount
 
As
 
Int32

        
'Максимальное количество управляемых пулом объектов

        
Private
 
m_maxInstances
 
As
 
Int32

        
'Созданчие пула объектов

        
'  creator - объект, которому пул будет делегировать ответственность за создание управляемых им объектов

        
Public
 
Sub
 
New
(
ByVal
 
creator
 
As
 
ICreation
(
Of
 
T
))

            
Me
.
New
(
creator
,
 
Int32
.
MaxValue
)

        
End
 
Sub

        
'Создание пула объектов

        
'  creator - Объект, которому пул будет делегировать ответственность за создание управляемых им объектов

        
'  maxInstances - Максимальное количество экземпляров класс, которым пул разрешает существовать одновременно

        
Public
 
Sub
 
New
(
ByVal
 
creator
 
As
 
ICreation
(
Of
 
T
),
 
ByVal
 
maxInstances
 
As
 
Int32
)

            
Me
.
creator
 
=
 
creator

            
Me
.
m_instanceCount
 
=
 
0

            
Me
.
m_maxInstances
 
=
 
maxInstances

            
Me
.
pool
 
=
 
New
 
ArrayList
()

            
Me
.
semaphore
 
=
 
New
 
Semaphore
(
0
,
 
Me
.
m_maxInstances
)

        
End
 
Sub

        
'Возвращает количество объектов в пуле, ожидающих повторного

        
'использования. Реальное количество может быть меньше

        
'этого значения, поскольку возвращаемая 

        
'величина - это количество "мягких" ссылок в пуле.

        
Public
 
ReadOnly
 
Property
 
Size
()
 
As
 
Int32

            
Get

                
SyncLock
 
pool

                    
Return
 
pool
.
Count

                
End
 
SyncLock

            
End
 
Get

        
End
 
Property

        
'Возвращает количество управляемых пулом объектов,

        
'существующих в данный момент

        
Public
 
ReadOnly
 
Property
 
InstanceCount
()
 
As
 
Int32

            
Get

                
Return
 
m_instanceCount

            
End
 
Get

        
End
 
Property

        
'Получить или задать максимальное количество управляемых пулом

        
'объектов, которым пул разрешает существовать одновременно.

        
Public
 
Property
 
MaxInstances
()
 
As
 
Int32

            
Get

                
Return
 
m_maxInstances

            
End
 
Get

            
Set
(
ByVal
 
value
 
As
 
Int32
)

                
m_maxInstances
 
=
 
value

            
End
 
Set

        
End
 
Property

        
'Возвращает из пула объект. При пустом пуле будет создан

        
'объект, если количество управляемых пулом объектов не 

        
'больше или равно значению, возвращаемому методом ObjectPool{T}.MaxInstances.

        
'Если количество управляемых пулом объектов превышает это значение, то данный

        
'метод возварщает null 

        
Public
 
Function
 
GetObject
()
 
As
 
T

            
SyncLock
 
pool

                
Dim
 
thisObject
 
As
 
T
 
=
 
RemoveObject
()

                
If
 
thisObject
 
IsNot
 
Nothing
 
Then

                    
Return
 
thisObject

                
End
 
If

                
If
 
InstanceCount
 
<
 
MaxInstances
 
Then

                    
Return
 
CreateObject
()

                
End
 
If

                
Return
 
Nothing

            
End
 
SyncLock

        
End
 
Function

        
' Возвращает из пула объект. При пустом пуле будет создан

        
' объект, если количество управляемых пулом объектов не 

        
' больше или равно значению, возвращаемому методом ObjectPool{T}.MaxInstances

        
' Если количество управляемых пулом объектов превышает это значение,

        
' то данный метод будет ждать до тех пор, пока какой-нибудь объект

        
' не станет доступным для повторного использования.

        
Public
 
Function
 
WaitForObject
()
 
As
 
T

            
SyncLock
 
pool

                
Dim
 
thisObject
 
As
 
T
 
=
 
RemoveObject
()

                
If
 
thisObject
 
IsNot
 
Nothing
 
Then

                    
Return
 
thisObject

                
End
 
If

                
If
 
InstanceCount
 
<
 
MaxInstances
 
Then

                    
Return
 
CreateObject
()

                
End
 
If

            
End
 
SyncLock

            
semaphore
.
WaitOne
()

            
Return
 
WaitForObject
()

        
End
 
Function

        
' Удаляет объект из коллекции пула и возвращает его 

        
Private
 
Function
 
RemoveObject
()
 
As
 
T

            
While
 
pool
.
Count
 
>
 
0

                
Dim
 
refThis
 
=
 
DirectCast
(
pool
(
pool
.
Count
 
-
 
1
),
 
WeakReference
)

                
pool
.
RemoveAt
(
pool
.
Count
 
-
 
1
)

                
Dim
 
thisObject
 
=
 
DirectCast
(
refThis
.
Target
,
 
T
)

                
If
 
thisObject
 
IsNot
 
Nothing
 
Then

                    
Return
 
thisObject

                
End
 
If

                
m_instanceCount
 
-=
 
1

            
End
 
While

            
Return
 
Nothing

        
End
 
Function

        
' Создать объект, управляемый этим пулом

        
Private
 
Function
 
CreateObject
()
 
As
 
T

            
Dim
 
newObject
 
As
 
T
 
=
 
creator
.
Create
()

            
m_instanceCount
 
+=
 
1

            
Return
 
newObject

        
End
 
Function

        
' Освобождает объект, помещая его в пул для повторного использования

        
Public
 
Sub
 
Release
(
ByVal
 
obj
 
As
 
T
)

            
If
 
obj
 
Is
 
Nothing
 
Then

                
Throw
 
New
 
NullReferenceException
()

            
End
 
If

            
SyncLock
 
pool

                
Dim
 
refThis
 
=
 
New
 
WeakReference
(
obj
)

                
pool
.
Add
(
refThis
)

                
semaphore
.
Release
()

            
End
 
SyncLock

        
End
 
Sub

    
End
 
Class

End
 
Namespace

```

```
Namespace
 
Digital_Patterns.Creational.Object_Pool.Soft

    
'###   Класс Reusable   ####

    
Public
 
Class
 
Reusable

        
Private
 
m_Objs
 
As
 
Object
()

        
Public
 
Sub
 
New
(
ByVal
 
ParamArray
 
objs
 
As
 
Object
())

            
Me
.
Objs
 
=
 
objs

        
End
 
Sub

        
Public
 
Property
 
Objs
()
 
As
 
Object
()

            
Get

                
Return
 
m_Objs

            
End
 
Get

            
Protected
 
Set
(
ByVal
 
value
 
As
 
Object
())

                
m_Objs
 
=
 
value

            
End
 
Set

        
End
 
Property

    
End
 
Class

    
'###   Класс Creator   ####

    
Public
 
Class
 
Creator

        
Implements
 
ICreation
(
Of
 
Reusable
)

        
Private
 
Shared
 
iD
 
As
 
Int32
 
=
 
0

        
Public
 
Function
 
Create
()
 
As
 
Reusable
 
Implements
 
ICreation
(
Of
 
Reusable
).
Create

            
iD
 
+=
 
1

            
Return
 
New
 
Reusable
(
iD
)

        
End
 
Function

    
End
 
Class

    
'###   Класс ReusablePool   ####

    
Public
 
Class
 
ReusablePool

        
Inherits
 
ObjectPool
(
Of
 
Reusable
)

        
Public
 
Sub
 
New
()

            
MyBase
.
New
(
New
 
Creator
(),
 
2
)

        
End
 
Sub

    
End
 
Class

End
 
Namespace

```

```
Imports
 
System.Threading

Imports
 
Digital_Patterns.Creational.Object_Pool.Soft

Namespace
 
Digital_Patterns

    
Class
 
Program

        
Shared
 
Sub
 
Main
()

            
Console
.
WriteLine
(
System
.
Reflection
.
MethodInfo
.
GetCurrentMethod
().
Name
)

            
Dim
 
reusablePool
 
=
 
New
 
ReusablePool
()

            
Dim
 
thrd1
 
=
 
New
 
Thread
(
AddressOf
 
Run
)

            
Dim
 
thrd2
 
=
 
New
 
Thread
(
AddressOf
 
Run
)

            
Dim
 
thisObject1
 
=
 
reusablePool
.
GetObject
()

            
Dim
 
thisObject2
 
=
 
reusablePool
.
GetObject
()

            
thrd1
.
Start
(
reusablePool
)

            
thrd2
.
Start
(
reusablePool
)

            
ViewObject
(
thisObject1
)

            
ViewObject
(
thisObject2
)

            
Thread
.
Sleep
(
2000
)

            
reusablePool
.
Release
(
thisObject1
)

            
Thread
.
Sleep
(
2000
)

            
reusablePool
.
Release
(
thisObject2
)

            
Console
.
ReadKey
()

        
End
 
Sub

        
Private
 
Shared
 
Sub
 
Run
(
ByVal
 
obj
 
As
 
[
Object
]
)

            
Console
.
WriteLine
(
vbTab
 
&
 
System
.
Reflection
.
MethodInfo
.
GetCurrentMethod
().
Name
)

            
Dim
 
reusablePool
 
=
 
DirectCast
(
obj
,
 
ReusablePool
)

            
Console
.
WriteLine
(
vbTab
 
&
 
"start wait"
)

            
Dim
 
thisObject1
 
=
 
reusablePool
.
WaitForObject
()

            
ViewObject
(
thisObject1
)

            
Console
.
WriteLine
(
vbTab
 
&
 
"end wait"
)

            
reusablePool
.
Release
(
thisObject1
)

        
End
 
Sub

        
Private
 
Shared
 
Sub
 
ViewObject
(
ByVal
 
thisObject
 
As
 
Reusable
)

            
For
 
Each
 
obj
 
As
 
Object
 
In
 
thisObject
.
Objs

                
Console
.
Write
(
obj
.
ToString
()
 
&
 
" "
)

            
Next

            
Console
.
WriteLine
()

        
End
 
Sub

    
End
 
Class

End
 
Namespace

```

### Пример наPerl
```
 

#!/usr/bin/perl -w

=for comment

Модуль ObjectPool реализовывает паттерн программирования "объектный пул" путём моделирования

поведения лучника, в колчане у которого имеется ограниченное количество стрел, в результате

чего ему приходится периодически их подбирать

Пакет описывает поведение лучника

=cut

package
 
Archer
 
{

    

    
use
 
Quiver
;
     
# колчан с стрелами лучника

    

    
use
 
strict
;

    
use
 
warnings
;

    

    
use
 
constant
    
ARROWS_NUMBER
   
=>
  
5
;
  
# количество стрел в колчане

    
use
 
constant
    
SLEEP_TIME
      
=>
  
3
;
  
# максимальный перерыв между двумя действиями (в секундах)

    

    
# -- ** констркутор ** --

    
sub
 
new
 
{

        
my
 
$class
 
=
 
shift
;

        
my
 
$self
 
=
 
{

            
quiver
 
=>
 
Quiver
->
new
(
ARROWS_NUMBER
),
   
# объект класса "Колчан"

        
};

        
bless
 
$self
,
 
$class
;

        
return
 
$self
;

    
}

    

    
# -- ** инициализация стрельбы ** --

    
sub
 
shooting_start
 
{

        
my
(
$self
)
 
=
 
(
shift
);

        
while
 
(
1
)
 
{
     
# условно бесконечный цикл, в котором ведется стрельба

            
$self
->
shoot
()
 
for
 
(
0
 
..
 
rand
(
ARROWS_NUMBER
 
-
 
1
));
  
# случайное количество выстрелов

            
$self
->
reload
()
 
for
 
(
0
 
..
 
rand
(
ARROWS_NUMBER
 
-
 
1
));
 
# случайное количество возвратов отстрелянных стрел

        
}

        

    
}

    

    
# -- ** выстрел ** --

    
sub
 
shoot
 
{

        
my
(
$self
)
 
=
 
(
shift
);

        
$self
->
{
quiver
}
->
arrow_pull
();
  
# отправляем стрелу куда подальше

        
sleep
 
rand
(
SLEEP_TIME
);
         
# ... и пребываем в ожидании на протяжении неопределенного промежутка времени

    
}

    

    
# -- ** возвращение выпущеной стрелы ** --

    
sub
 
reload
 
{

        
my
(
$self
)
 
=
 
(
shift
);

        
$self
->
{
quiver
}
->
arrow_return
();
    
# возвращаем выпущенную ранее стрелу

        
sleep
 
rand
(
SLEEP_TIME
);
             
# и опять находимся в ожидании

    
}

}

$archer
 
=
 
Archer
->
new
();
    
# бравый стрелок берет свой колчан со стрелами

$archer
->
shooting_start
();
  
# ... и начинает стрелять

=for comment

Пакет описывает свойства колчана, которым пользуется лучник (Archer) и в котором хранятся стрелы (Arrow)

=cut

package
 
Quiver
 
{

    
use
 
Arrow
;
      
# одна стрела из колчана

    
use
 
feature
 
"say"
;

    
use
 
strict
;

    
use
 
warnings
;

    

    

    
# -- ** конструктор ** --

    
sub
 
new
 
{

        
my
(
$class
,
 
$arrows_number
)
 
=
 
(
shift
,
 
shift
);

        
my
 
$self
 
=
 
{

            
arrows
 
=>
 
[]
,
   
# стрелы в колчане (их пока нет, но скоро они там появятся)

        
};

        
bless
 
$self
,
 
$class
;

        
$self
->
arrows_prepare
(
$arrows_number
);
  
# загрузить стрелы в колчан

        
return
 
$self
;

    
}

    

    
# -- ** приготовление стрел к стрельбе ** --

    
sub
 
arrows_prepare
 
{

        
my
(
$self
,
 
$arrows_number
)
 
=
 
(
shift
,
 
shift
);

        
push
 
@
{
$self
->
{
arrows
}},
 
Arrow
->
new
(
$_
)
 
for
 
(
0
 
..
 
$arrows_number
 
-
 
1
);
  
# укладываем стрелы в колчан

    
}

    

    
# -- ** извлечение стрелы из колчана ** --

    
sub
 
arrow_pull
 
{

        
my
(
$self
)
 
=
 
(
shift
);

        
foreach
(
@
{
$self
->
{
arrows
}})
 
{
   
# для каждой стрелы проверяем, в колчане ли она

            
if
(
$_
->
check_state
())
 
{
     
# и если - да

                
$_
->
pull
();
             
# вынимаем её оттуда (и стреляем)

                
last
;
                   
# двумя стрелами одновременно мы выстрелить не сможем

            
}

        
}

    
}

    

    
# -- ** возвращение стрелы в колчан ** --

    
sub
 
arrow_return
 
{

        
my
(
$self
)
 
=
 
(
shift
);

        
foreach
(
@
{
$self
->
{
arrows
}})
 
{
   
# для каждой стрелы проверяем, не выпущена ли она уже

            
if
(
!
$_
->
check_state
())
 
{
    
# если в колчане такой стрелы нет

                
$_
->
return
();
           
# идем и подбираем её

                
last
;
                   
# в теории лучник может подобрать больше одной стрелы за раз, но автор считает иначе

            
}

        
}

    
}

}

1
;

=for comment

Пакет описывает свойства одной отдельной стрелы, находящейся в колчане (Quiver) лучника (Archer)

=cut

package
 
Arrow
 
{

    
use
 
feature
 
"say"
;

    
use
 
strict
;

    
use
 
warnings
;

    

    
# -- ** конструктор ** --

    
sub
 
new
 
{

        
my
 
$class
 
=
 
shift
;

        
my
 
$self
 
=
 
{

            
number
 
=>
 
shift
,
    
# номер стрелы

            
state
 
=>
 
1
,
         
# состояние стрелы (1 = в колчане, 0 = где-то валяется после выстрела)

        
};

        
bless
 
$self
,
 
$class
;

        
return
 
$self
;

    
}

    

    
# -- ** изъять стрелу из колчана ** --

    
sub
 
pull
 
{

        
my
(
$self
)
 
=
 
(
shift
);

        
$self
->
{
state
}
 
=
 
0
;
             
# изменить состояние стрелы на "выпущена"

        
say
 
"pulled $self->{number}"
;
   
# сообщить о том, что выстрел состоялся

    
}

    

    
# -- ** вернуть стрелу обратно в колчан ** --

    
sub
 
return
 
{

        
my
(
$self
)
 
=
 
(
shift
);

        
$self
->
{
state
}
 
=
 
1
;
             
# изменить состояние стрелы на "в колчане"

        
say
 
"returned $self->{number}"
;
 
# сообщить о том, что стрела вернулась к лучнику

    
}

    

    
# -- ** проверить состояние стрелы ** --

    
sub
 
check_state
 
{

        
my
(
$self
)
 
=
 
(
shift
);

        
return
 
$self
->
{
state
};
          
# вернуть состояние стрелы (1 = в колчане, 0 = выпущена)

    
}

}

1
;

```